# Wołodymyr Mały
Wołodymyr Wiktorowycz Mały, ukr. Володимир Вікторович Малий, ros. Владимир Викторович Малый, Władimir Wiktorowicz Mały (ur. 28 stycznia 1955 w Mikołajowie) – ukraiński piłkarz, grający na pozycji napastnika, trener piłkarski.

## Kariera piłkarska
Wychowanek Szkoły Sportowej Sudnobudiwnyk Mikołajów. Pierwszy trener Ołeksandr Iwanow. W 1974 razem ze swoim bratem-bliźniakiem Łeonidom rozpoczął karierę piłkarską w drużynie Łokomotywu Chersoń, skąd wkrótce został zaproszony do Zorii Woroszyłowgrad. W 1977 został powołany do wojska, gdzie służył z bratem w SKA Odessa. Po zwolnieniu z wojska w 1979 roku został piłkarzem Szachtara Donieck. W 1981 razem z bratem wrócił do SKA Odessa, w którym zakończył karierę piłkarza w roku 1986. W 1989 pełnił funkcję grającego trenera Tighiny Bendery. Potem grał w zespołach amatorskich, m.in. Kołos Nowokrasne. W 1993 bronił barw Ewisu Mikołajów oraz Portowyka Iljiczewsk. W sezonie 1996/97 rozegrał 11 meczów w SKA-Łotto Odessa.

## Kariera trenerska
Po zakończeniu kariery piłkarskiej rozpoczął pracę szkoleniowca. W latach 1987–1988 pomagał trenować SKA Odessa. W 1989 również pełnił funkcję grającego trenera w klubie Tighina Bendery. W 1990 powrócił do sztabu szkoleniowego wojskowego klubu z Odessy. W sezonie 1997/98 pracował na stanowisku dyrektora technicznego SKA-Łotto Odessa. Od lipca do końca 1998 prowadził Dynamo-SKA Odessa.
W roku 2002 zwolnił się z Sił Zbrojnych Ukrainy w randze podpułkownika i rozpoczął pracę w Szkole Sportowej nr 9 w Odessie, którego dyrektorem był jego były kolega z zespołu Serhij Marusin. Oprócz zajęć z dziećmi w Szkole, ponad dziesięć lat pracował w Miejskim Związku Piłki Nożnej Odessy, gdzie kierował Komitetem Inspektorów, a w 2010 roku został wybrany na przewodniczącego Komitetu Kontroli i Dyscypliny Odeskiego Obwodowego Związku Piłki Nożnej. Również występował w piłkarskim zespole weteranów Riszelje Odessa, który wiele razy zdobył mistrzostwo Ukrainy wśród weteranów.

## Sukcesy i odznaczenia

### Sukcesy piłkarskie
SKA Odessa
- awans do Pierwoj ligi ZSRR: 1977
- mistrz Ukraińskiej SRR: 1977

Szachtar Donieck
- wicemistrz ZSRR: 1979
- zdobywca Pucharu ZSRR: 1980

### Odznaczenia
- tytuł Mistrza Sportu ZSRR: 1979